# Sceloporus serrifer
Sceloporus serrifer là một loài thằn lằn trong họ Phrynosomatidae. Loài này được Cope mô tả khoa học đầu tiên năm 1866.

## Hình ảnh

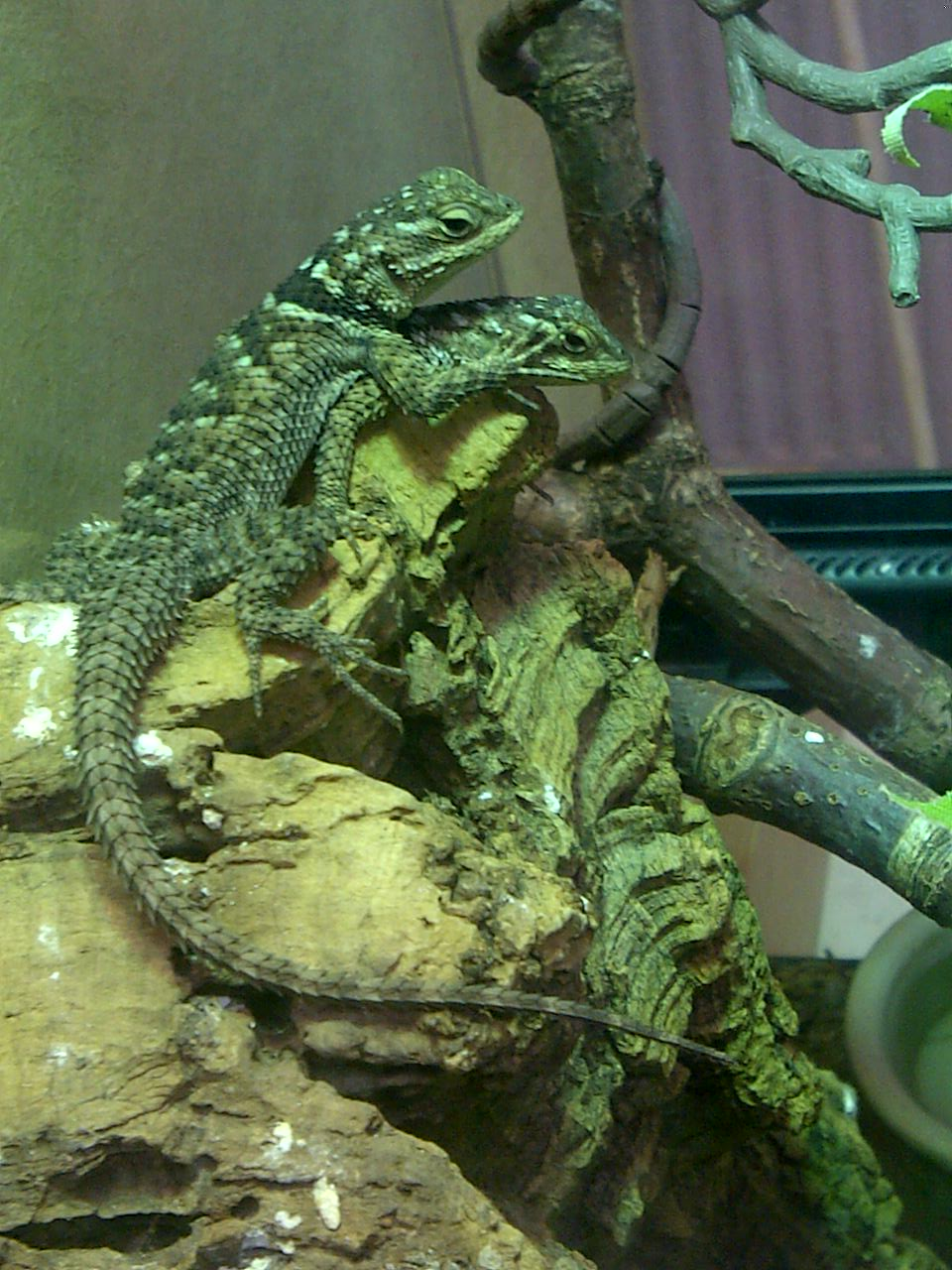